# Sistema de escape no lançamento

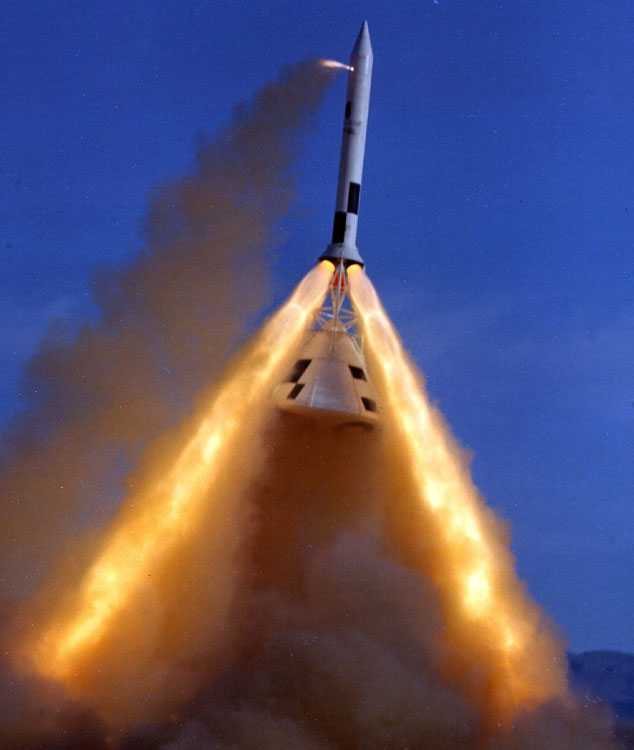
Um teste do LES para o Projeto Apollo.

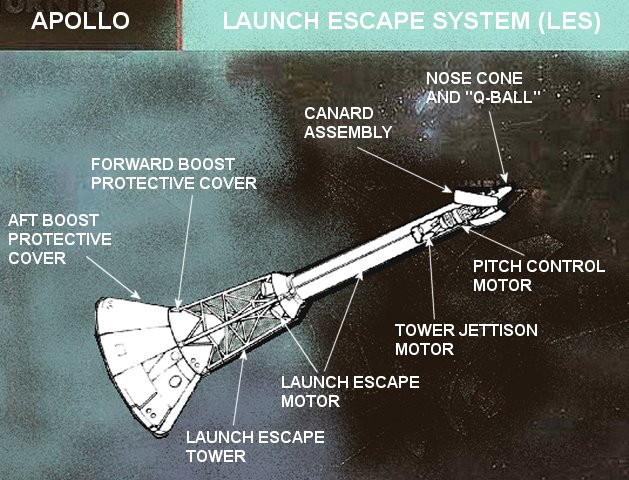
Diagrama do LES (Launch Escape System).

Um Sistema de escape no lançamento, do inglês: Launch Escape System (LES), é um sistema projetado para separar 
rapidamente a espaçonave do veículo lançador, em situações onde há perigo iminente para a tripulação. O sistema é montado no topo de 
um foguete e conectado ao módulo tripulado e, em caso de emergência como uma explosão, impulsiona o módulo para longe do resto do foguete.
Historicamente o LES foi usado nas naves espaciais Mercury e Apollo, continua a ser usados na nave espacial russa Soyuz e será usado nos voos espaciais 
privados e na nave espacial Orion, que está sendo desenvolvida para o governo dos EUA.
A única emergência que usou um LES ocorreu durante a tentativa de lançamento da Soyuz T-10-1 em 26 de setembro de 1983. O foguete pegou fogo pouco 
antes do lançamento, mas o LES foi capaz de afastar a cápsula da tripulação segundos antes que o foguete explodisse. A tripulação foi submetida a uma aceleração 
de 14 a 17 g por cinco segundos. Segundo relatos, a cápsula alcançou uma altitude de 2.000 m e aterrizou a 4 km do ponto de lançamento.
O sistema de escape no lançamento da Soyuz, é abreviado para CAC ou SAS, do termo em russo Система Аварийного Спасения ou 
Sistema Avariynogo Spaseniya, que significa Sistema de Salvamento de Emergência.
Como demonstrado pela Soyuz T-10-1, um LES deve ser capaz de afastar o compartimento da tripulação do ponto de lançamento para uma altura suficiente para 
que seus pára-quedas se abram. Consequentemente o sistema só deve ser usados por grandes foguetes.
Os projetistas de naves espaciais preferem usar assentos ejetáveis por serem mais leves e prontos para uso quando a nave retorna a Terra. Entretanto, os assentos 
ejetáveis não são práticos para naves espaciais com grande tripulação, pois necessitam de assentos e escotilhas separadas para cada membro da tripulação.
O Ônibus Espacial inicialmente possuía assentos ejetáveis, mas foram substituídos logo que o veículo foi considerado operacional.
A nave espacial russa Vostok e a americana Gemini utilizaram assentos ejetáveis.
Depois do desastre da Challenger, todas as naves que permanecem em órbita possuem o sistema que permite a evacuação da tripulação através da escotilha principal, 
embora só possa ser usado num voo controlado.
A nova nave espacial Orion que está sendo desenvolvida para substituir o Ônibus Espacial retomará o sistema de escape usado nos programas
Mercury e Apollo.